# Jess Barker
Jess Barker (Greenville, Carolina del Sur, 4 de junio de 1912-North Hollywood, California, 8 de agosto de 2000) fue un actor del cine clásico estadounidense entre los años 1930 y 1940.
Comenzó su carrera en el cine apareciendo bajo el nombre de Philip Barker, hasta cambiar su nombre artístico por el de Jess Barker a principios de 1940. En 1943 se casó con la actriz Susan Hayward, con quien tuvo dos hijos gemelos, Timothy y Gregory (1945) durante su matrimonio de diez años. La pareja se divorció en 1954.
La custodia de sus hijos fue ganada por Hayward después de un largo y amargo juicio. Su carrera cinematográfica quedó dañada debido a la mala publicidad, pero Barker se las arregló para encontrar trabajo como actor en la radio y el cine en papeles secundarios. Barker apareció en Scarlet Street (1945) y The Time of Their Lives (1946) de Abbott y Costello. También hizo dos apariciones especiales en Perry Mason. En 1961, interpretó al acusado Walter Eastman en The Case of the Injured Innocent, y en 1965 a Doug Hamilton en The Case of the Murderous Mermaid.